# Małomira
Małomira – żeński odpowiednik imienia Małomir. Znaczenie imienia: "mały spokój". W źródłach polskich poświadczone jeden raz w 1297 roku.